# Vincent Chalvon-Demersay
Vincent Chalvon-Demersay (n. 23 februarie 1964, Paris, Franța) este un producător francez. S-a născut la Paris și este creatorul serialelor de animație Spioanele, Martin Mystery, Team Galaxy și The Amazing Spiez!. S-a alăturat lui Marathon Media cu David Michel în 1999. În 2013, a demisionat din funcția de director general al Marathon Media citând motive personale.